# Spis ludności w Iranie (1956)
Spis ludności w Iranie – spis ludności, który przeprowadzono na terenie Iranu (Persji) w listopadzie 1956. Był to pierwszy taki spis w historii kraju.
Spis wykazał, że Iran zamieszkuje 18.944.800 ludności osiadłej. Liczbę koczowników oceniono na dodatkowe dwa miliony osób. Wykazano znaczący wzrost zaludnienia Teheranu: w 1940 zamieszkiwało go 540.100 osób, a w 1956 - 1.513.200 ludzi. Poza stolicą w Iranie istniało dziewięć miast o liczbie mieszkańców większej niż 100.000. Największą dynamikę wzrostu w porównaniu z rokiem 1940 wykazały Abadan (ośrodek przemysłu naftowego, z 39.700 na 226.100) oraz Ahwaz (węzeł kolejowy, z 45.500 na 119.800).